# Gian Giacomo Prever
Gian Giacomo Prever (... – 13 ottobre 1856) è stato un politico italiano.

## Biografia
Avvocato, fu Deputato del Regno di Sardegna nella I legislatura, eletto nel collegio di Torino VII.